# Baldus de Ubaldis

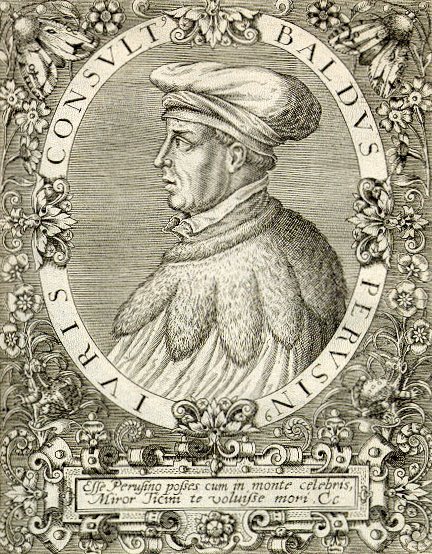
Baldus de Ubaldis

Baldus de Ubaldis (Perugia, 1327 - Pavia, 1400) was een Italiaans jurist. Hij doceerde te Perugia, Pisa, Padua en Pavia.
Over Baldus' jeugdjaren is weinig bekend. Vanaf 1347 trad hij op als docent. Tot zijn studenten in Perugia behoorde Petrus Belforte, de latere paus Gregorius XI. Baldus doceerde zowel Romeins recht als canoniek recht en publiceerde op beide gebieden commentaren en traktaten. Hij wordt gerekend tot de school van de commentatoren of postglossatoren, dit zijn de rechtsgeleerden die zich na de glossatoren opnieuw gewijd hebben aan de studie van het Romeins recht. Ook schreef hij over het middeleeuwse leenrecht, speciaal over het Lombardische leenrecht zoals vastgelegd in de Libri Feudorum. Zijn commentaar over leenrecht ontstond op verzoek van Gian Galeazzo Visconti, de hertog van Milaan die hem naar Pavia had gehaald. Verder schreef hij duizenden juridische adviezen. Ook trad hij op als advocaat en als gezant van de stad Perugia. Met Bartolus de Saxoferrato wordt hij gezien als een van de belangrijkste laat-middeleeuwse juristen.
Van een aantal handschriften met juridische adviezen in de Biblioteca Apostolica Vaticana wordt betoogd dat zij uit Baldus' bezit stammen. In de vroegste uitgaven, waaronder ook incunabelen, en in latere edities is de tekst van deze adviezen vaak ernstig verminkt.
De Nederlandse jurist en rechtshistoricus Eduard Maurits Meijers gaf van Baldus een traktaat over internationaal recht uit, diens repetitio (uitgebreid commentaar) op de lex Cunctos populos (C. 1.1.1) van de Codex Justinianus.
Baldus zou gestorven zijn aan hondsdolheid door een beet van zijn eigen hond.

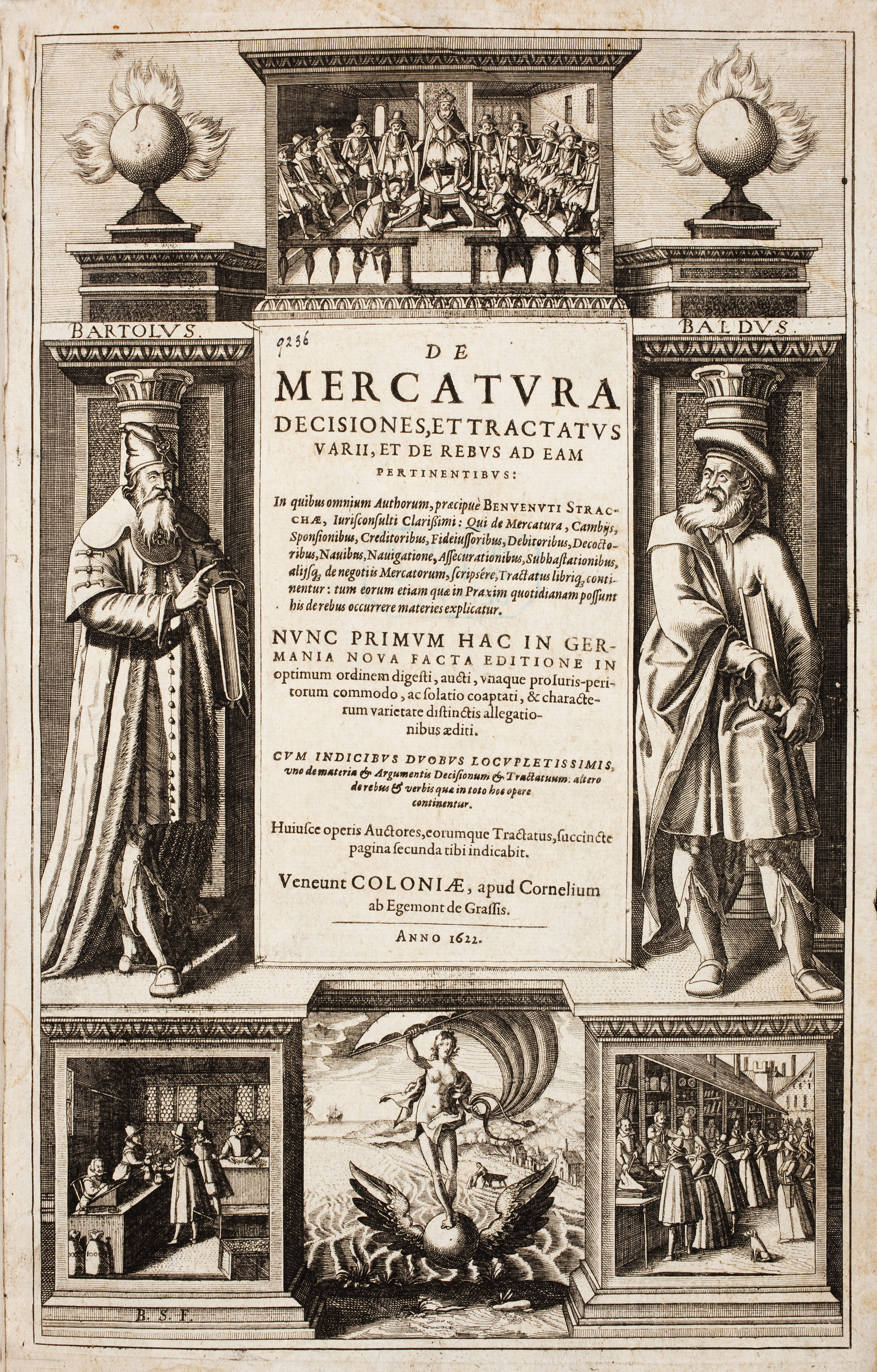
Baldus de Ubaldis rechts op de titelpagina van Benvenutus Straccha (Benvenuto Stracca) : De mercatura decisiones, 1671

## Literatuur

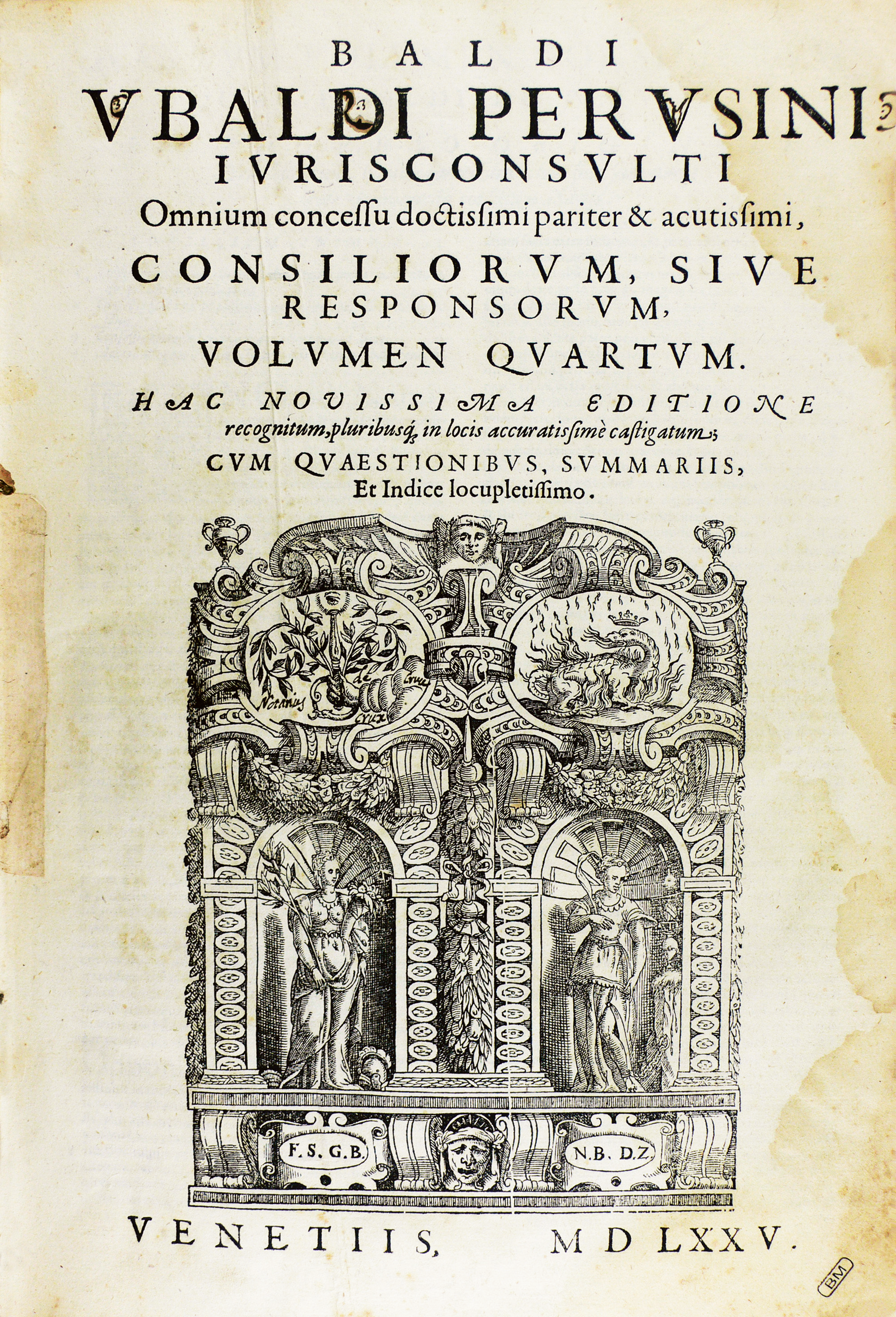
Consiliorum, siue responsorum, 1575.